# وحمة مسام الشعر
وحمة مسام الشعر أو وحمة جريب الشعرة (تعرف أيضا باسم "الورم المشوب لزغب الشعر") هي حالة جلدية تظهر كبثرة أو حطاطة صغيرة ينتأ ويبرز منها شعر دقيق بشكل متساوي من سطحها.